# Clarisse cappuccine sacramentarie
Le carisse cappuccine sacramentarie sono un istituto religioso femminile di diritto pontificio con case autonome.

## Storia
L'idea di istituire un nuovo monastero interamente dedicato all'adorazione del Santissimo Sacramento fu concepita da María Ana Ramona Bernáldez Herrera, badessa del monastero delle clarisse cappuccine di San Felipe de Jesús, a Città del Messico; con il consenso dell'arcivescovo Pelagio Antonio de Labastida y Dávalos, il 21 aprile 1879 lasciò la comunità insieme con tre compagne e fondò il monastero del Señor San José.
Il 19 marzo 1890 il monastero si trasferì nella sede definitiva e iniziò l'adorazione perpetua del Santissimo Sacramento.
Próspero María Alarcón y Sánchez de la Barquera, arcivescovo di Città del Messico, approvò il monastero il 16 marzo 1895.
Le cappuccine sacramentarie osservavano la prima regola di santa Chiara e le costituzioni di santa Coletta riformate da padre Girolamo da Castelferretti per le religiose del Santissimo Crocifisso di Roma.
Il 19 gennaio 1898 papa Leone XIII approvò le clarisse cappuccine sacramentarie: i loro monasteri, diffusisi rapidamente in tutto il Messico, si riunirono nella federazione del Santísimo Sacramento, stabilita il 10 febbraio 1972.
Nel 1979 cinque cappuccine sacramentarie messicane giunsero nelle Filippine per fondare il primo monastero all'estero, a Lipa.

## Attività e diffusione
Le monache si dedicano all'adorazione del Santissimo Sacramento e al culto liturgico.
Oltre che in Messico, i monasteri sono presenti in Ecuador, Filippine, Germania, Italia, Mozambico e Sudafrica.
Alla fine del 2015 l'ordine contava 21 monasteri e 297 religiose.